# Tour of Britain 2024
Il Tour of Britain 2024, ventesima edizione della corsa e valevole come trentasettesima prova dell'UCI ProSeries 2024 categoria 2.Pro, si svolse in sei tappe dal 3 all'8 settembre 2024, su un percorso di 946,5 km, con partenza da Kelso e arrivo a Felixstowe, nel Regno Unito. La vittoria fu appannaggio del britannico Stephen Williams, il quale completò il percorso in 21h25'14", alla media di 43,719 km/h, precedendo il connazionale Oscar Onley e il francese Tom Donnenwirth.
Sul traguardo di Felixstowe 91 ciclisti, dei 107 partiti da Kelso, hanno portato a termine la competizione.

## Tappe
| Tappa  | Data        | Percorso                  | km    | Vincitore di tappa | Leader cl. generale |
| ------ | ----------- | ------------------------- | ----- | ------------------ | ------------------- |
| 1ª     | 3 settembre | Kelso > Kelso             | 181,9 | Paul Magnier       | Paul Magnier        |
| 2ª     | 4 settembre | Darlington > Redcar       | 152,1 | Stephen Williams   | Stephen Williams    |
| 3ª     | 5 settembre | Sheffield > Barnsley      | 166   | Stephen Williams   | Stephen Williams    |
| 4ª     | 6 settembre | Derby > Newark-on-Trent   | 138,5 | Paul Magnier       | Stephen Williams    |
| 5ª     | 7 settembre | Northampton > Northampton | 149,6 | Paul Magnier       | Stephen Williams    |
| 6ª     | 8 settembre | Lowestoft > Felixstowe    | 158,4 | Matevž Govekar     | Stephen Williams    |
| Totale | Totale      | Totale                    | 946,5 |                    |                     |

## Squadre e corridori partecipanti
| N.    | Cod. | Squadra                         |
| ----- | ---- | ------------------------------- |
| 1-6   | IGD  | Ineos Grenadiers                |
| 11-16 | SOQ  | Soudal Quick-Step               |
| 21-26 | TBV  | Bahrain Victorious              |
| 31-36 | DFP  | Team DSM-Firmenich PostNL       |
| 41-46 | CGF  | Équipe Cont. Groupama-FDJ       |
| 51-56 | DAD  | Decathlon AG2R La Mondiale Dev. |
| 61-66 | IPT  | Israel-Premier Tech             |
| 71-76 | UXM  | Uno-X Mobility                  |
| 81-86 | Q36  | Q36.5 Pro Cycling Team          |

| N.      | Cod. | Squadra                    |
| ------- | ---- | -------------------------- |
| 91-96   | LTF  | Lidl-Trek Future Racing    |
| 101-106 | VRR  | Van Rysel-Roubaix          |
| 111-116 | PEC  | Project Echelon Racing     |
| 121-126 | TRI  | Trinity Racing             |
| 131-136 | GCT  | Sabgal-Anicolor            |
| 141-146 | SPC  | Saint Piran                |
| 151-156 | GLC  | Global 6 United            |
| 161-166 | SVL  | Pro Cycling Team Sauerland |
| 171-176 | GBR  | Gran Bretagna              |

## Dettagli delle tappe

### 1ª tappa
- 3 settembre: Kelso > Kelso –  181,9 km

Risultati
| Pos. | Corridore        | Squadra | Tempo    |
| ---- | ---------------- | ------- | -------- |
| 1    | Paul Magnier     | Soudal  | 4h11'45" |
| 2    | Ethan Vernon     | Israel  | s.t.     |
| 3    | Robert Donaldson | Trinity | s.t.     |

| Pos. | Corridore       | Squadra | Tempo    |
| ---- | --------------- | ------- | -------- |
| 1    | Paul Magnier    | Soudal  | 4h11'35" |
| 2    | Julius Johansen | Sabgal  | a 1"     |
| 3    | Ethan Vernon    | Israel  | a 4"     |

### 2ª tappa
- 4 settembre: Darlington > Redcar –  152,1 km

Risultati
| Pos. | Corridore          | Squadra | Tempo    |
| ---- | ------------------ | ------- | -------- |
| 1    | Stephen Williams   | Israel  | 3h37'25" |
| 2    | Julian Alaphilippe | Soudal  | s.t.     |
| 3    | Oscar Onley        | DSM     | s.t.     |

| Pos. | Corridore          | Squadra | Tempo    |
| ---- | ------------------ | ------- | -------- |
| 1    | Stephen Williams   | Israel  | 7h49'00" |
| 2    | Oscar Onley        | DSM     | a 6"     |
| 3    | Julian Alaphilippe | Soudal  | a 16"    |

### 3ª tappa
- 5 settembre: Sheffield > Barnsley – 166 km

Risultati
| Pos. | Corridore         | Squadra | Tempo    |
| ---- | ----------------- | ------- | -------- |
| 1    | Stephen Williams  | Israel  | 3h50'03" |
| 2    | Paul Magnier      | Soudal  | s.t.     |
| 3    | Edoardo Zambanini | Bahrain | s.t.     |

| Pos. | Corridore        | Squadra | Tempo     |
| ---- | ---------------- | ------- | --------- |
| 1    | Stephen Williams | Israel  | 11h38'53" |
| 2    | Oscar Onley      | DSM     | a 16"     |
| 3    | Mark Donovan     | Q36.5   | a 41"     |

### 4ª tappa
- 6 settembre: Derby > Newark-on-Trent –  138,5 km

Risultati
| Pos. | Corridore     | Squadra | Tempo    |
| ---- | ------------- | ------- | -------- |
| 1    | Paul Magnier  | Soudal  | 3h11'54" |
| 2    | Ethan Vernon  | Israel  | s.t.     |
| 3    | Erlend Blikra | Uno-X   | s.t.     |

| Pos. | Corridore        | Squadra | Tempo     |
| ---- | ---------------- | ------- | --------- |
| 1    | Stephen Williams | Israel  | 14h50'47" |
| 2    | Oscar Onley      | DSM     | a 16"     |
| 3    | Mark Donovan     | Q36.5   | a 40"     |

### 5ª tappa
- 7 settembre: Northampton > Northampton –  149,6 km

Risultati
| Pos. | Corridore     | Squadra | Tempo    |
| ---- | ------------- | ------- | -------- |
| 1    | Paul Magnier  | Soudal  | 3h12'09" |
| 2    | Erlend Blikra | Uno-X   | s.t.     |
| 3    | Ethan Vernon  | Israel  | s.t.     |

| Pos. | Corridore        | Squadra | Tempo     |
| ---- | ---------------- | ------- | --------- |
| 1    | Stephen Williams | Israel  | 18h02'56" |
| 2    | Oscar Onley      | DSM     | a 16"     |
| 3    | Mark Donovan     | Q36.5   | a 40"     |

### 6ª tappa
- 8 settembre: Lowestoft > Felixstowe –  158,4 km

Risultati
| Pos. | Corridore           | Squadra   | Tempo    |
| ---- | ------------------- | --------- | -------- |
| 1    | Matevž Govekar      | Bahrain   | 3h22'18" |
| 2    | R. Søjberg Pedersen | Dec. Dev. | s.t.     |
| 3    | Ben Swift           | Ineos     | s.t.     |

| Pos. | Corridore        | Squadra   | Tempo     |
| ---- | ---------------- | --------- | --------- |
| 1    | Stephen Williams | Israel    | 21h25'14" |
| 2    | Oscar Onley      | DSM       | a 16"     |
| 3    | Tom Donnenwirth  | Dec. Dev. | a 36"     |

## Evoluzione delle classifiche
| Tappa              | Vincitore          | Classifica generale Maglia blu | Classifica a punti Maglia verde | Classifica scalatori Maglia nera | Classifica giovani Maglia bianca | Classifica a squadre | Classifica combattività |
| ------------------ | ------------------ | ------------------------------ | ------------------------------- | -------------------------------- | -------------------------------- | -------------------- | ----------------------- |
| 1ª                 | Paul Magnier       | Paul Magnier                   | Julius Johansen                 | Callum Thornley                  | Paul Magnier                     | Israel-Premier Tech  | Callum Thornley         |
| 2ª                 | Stephen Williams   | Stephen Williams               | Julius Johansen                 | Callum Thornley                  | Oscar Onley                      | Israel-Premier Tech  | Remco Evenepoel         |
| 3ª                 | Stephen Williams   | Stephen Williams               | Stephen Williams                | Callum Thornley                  | Oscar Onley                      | Israel-Premier Tech  | Louis Sutton            |
| 4ª                 | Paul Magnier       | Stephen Williams               | Paul Magnier                    | Callum Thornley                  | Oscar Onley                      | Israel-Premier Tech  | Rowan Baker             |
| 5ª                 | Paul Magnier       | Stephen Williams               | Paul Magnier                    | Callum Thornley                  | Oscar Onley                      | Israel-Premier Tech  | Connor Swift            |
| 6ª                 | Matevž Govekar     | Stephen Williams               | Ethan Vernon                    | Callum Thornley                  | Oscar Onley                      | Israel-Premier Tech  | Callum Thornley         |
| Classifiche finali | Classifiche finali | Stephen Williams               | Ethan Vernon                    | Callum Thornley                  | Oscar Onley                      | Israel-Premier Tech  | Ben Swift               |

Maglie indossate da altri ciclisti in caso di due o più maglie vinte
- Nella 2ª tappa Robert Donaldson ha indossato la maglia bianca al posto di Paul Magnier.
- Nella 4ª tappa Paul Magnier ha indossato la maglia verde al posto di Stephen Williams.

## Classifiche finali

### Classifica generale - Maglia blu
| Pos. | Corridore         | Squadra   | Tempo     |
| ---- | ----------------- | --------- | --------- |
| 1    | Stephen Williams  | Israel    | 21h25'14" |
| 2    | Oscar Onley       | DSM       | a 6"      |
| 3    | Tom Donnenwirth   | Dec. Dev. | a 36"     |
| 4    | Mark Donovan      | Israel    | a 41"     |
| 5    | Joseph Blackmore  | Israel    | a 41"     |
| 6    | Jelte Krijnsen    | Q36.5     | a 1'39"   |
| 7    | Edoardo Zambanini | Bahrain   | a 1'40"   |
| 8    | Mathias Bregnhøj  | Sabgal    | a 1'58"   |
| 9    | Noa Isidore       | Dec. Dev. | s.t.      |
| 10   | Sean Flynn        | DSM       | a 2'03"   |

### Classifica a punti - Maglia verde
| Pos. | Corridore        | Squadra | Punti |
| ---- | ---------------- | ------- | ----- |
| 1    | Ethan Vernon     | Israel  | 56    |
| 2    | Stephen Williams | Israel  | 51    |
| 3    | Matevž Govekar   | Bahrain | 43    |
| 4    | Erlend Blikra    | Uno-X   | 36    |
| 5    | Jelte Krijnsen   | Q36.5   | 35    |

### Classifica scalatori - Maglia nera
| Pos. | Corridore            | Squadra   | Punti |
| ---- | -------------------- | --------- | ----- |
| 1    | Callum Thornley      | Trinity   | 50    |
| 2    | Dean Harvey          | Trinity   | 24    |
| 3    | Laurent Gervais      | Echelon   | 20    |
| 4    | Baptiste Veistroffer | Dec. Dev. | 19    |
| 5    | Nickolas Zukowsky    | Q36.5     | 18    |

### Classifica giovani - Maglia bianca
| Pos. | Corridore        | Squadra   | Punti     |
| ---- | ---------------- | --------- | --------- |
| 1    | Oscar Onley      | DSM       | 21h25'30" |
| 2    | Joseph Blackmore | Israel    | a 25"     |
| 3    | Noa Isidore      | Dec. Dev. | a 1'42"   |
| 4    | Robert Donaldson | Trinity   | a 1'49"   |
| 5    | Antoine L'Hote   | Dec. Dev. | a 1'55"   |

### Classifica a squadre
| Pos. | Squadra                | Tempo     |
| ---- | ---------------------- | --------- |
| 1    | Israel-Premier Tech    | 64h18'52" |
| 2    | Decathlon Dev.         | a 1'29"   |
| 3    | Soudal Quick-Step      | a 1'54"   |
| 4    | Q36.5 Pro Cycling Team | a 2'51"   |
| 5    | Ineos Grenadiers       | a 2'55"   |